# José Luis Martín Zabala
José Luis Martín Zabala, que firma habitualmente como J. L. Martín, es un historietista y director editorial español, nacido en Barcelona en 1953. Sus series más populares son ¡Dios mío! , Quico el progre y La Biblia contada a los pasotas, que inicialmente también apareció en forma de tira (en la revista El Jueves).

## Biografía
José Luis Martín inició su carrera profesional en el semanario satírico El Papus en 1976.
Fue uno de los miembros fundadores de la revista El Jueves en 1977, para la que realiza desde entonces la serie El Dios. Tal obra le valió varios juicios por ultraje a la religión católica, siendo absuelto en todos ellos.
En 1980 creó la tira Quico, el progre para El Periódico de Cataluña, también publicada en JAuJA y otras revistas. 
En 1982, adquirió la revista El Jueves junto a Gin, Óscar y Ginés Vivancos al grupo Z, constituyendo el sello Ediciones El Jueves, S. A.
Es el director general de la Fundación Gin, desde donde ha impulsado la creación de Humoristán, un museo virtual dedicado al humor gráfico.
El 2017 cedió a la Biblioteca de Cataluña, sus dibujos originales humorísticos y tiras cómicas de diferentes series, entre las cuales destaca Quico el Progre, publicada en El Periódico de Cataluña entre los años 1980 y 1989.
El mes de junio de 2023 presentó sus memorias: Desmemorias de una revista satírica.
En 2024 fue nombrado Director de Artes Gráficas del IQH.

## Obras
- Jesusito demivida. RBA y Ediciones El Jueves, Barcelona, 2008. ISBN 9788447357574
- Diputado Carlos Til. Santiago Suárez, Canarias, 2017.
- El Jueves. 40 años. VV.AA. RBA libros, Barcelona, 2019. ISBN 9788490568521
- Quico Jubilata. Sapristi, Barcelona, 2019. ISBN 9788494894732
- El Jueves. Crónica sentimental de España. VV.AA. RBA libros, Barcelona, 2019. ISBN 9788491871965